# Museo de la Secretaría de Hacienda y Crédito Público

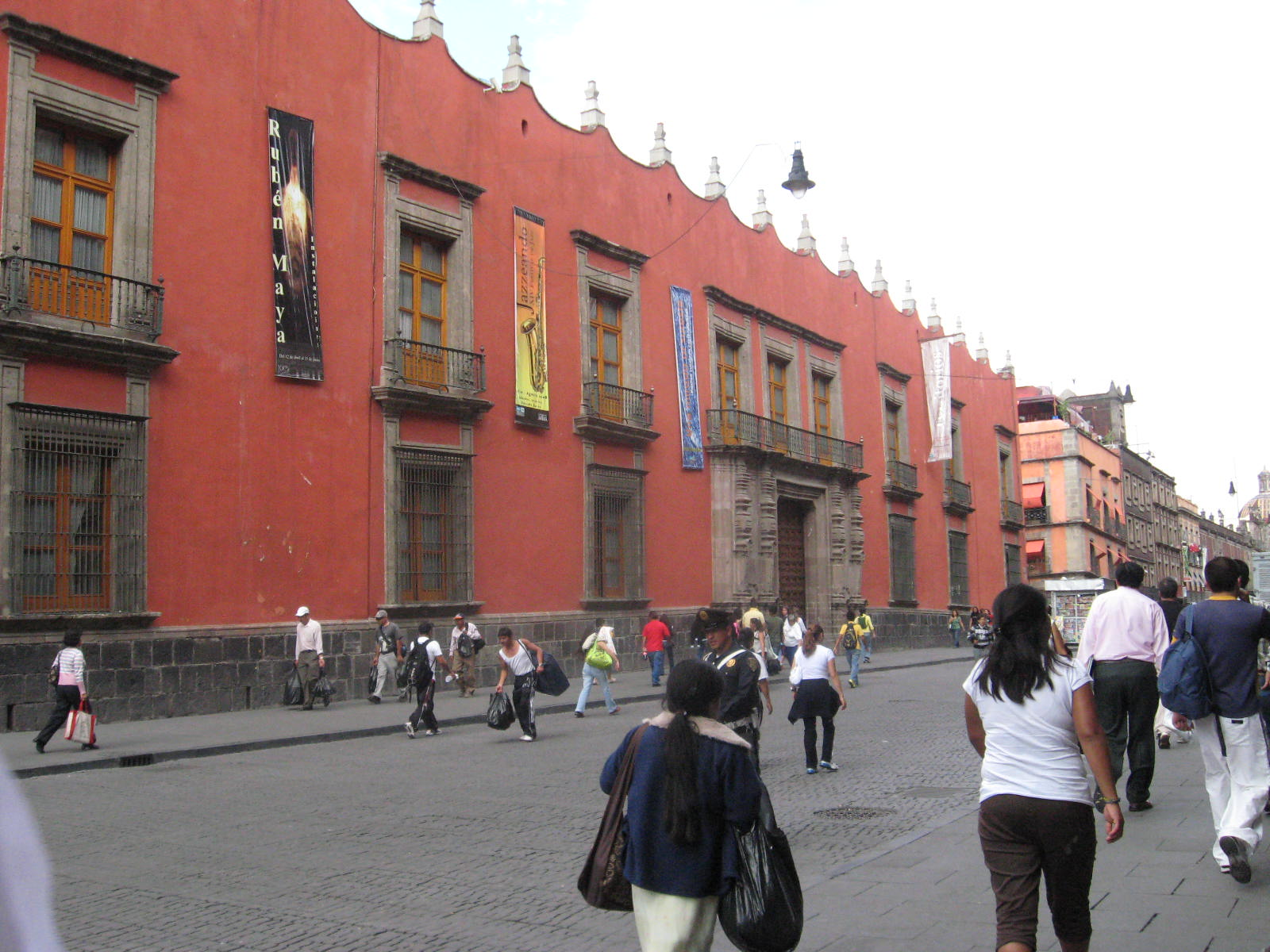
Museo de la Secretaría de Hacienda y Crédito Público

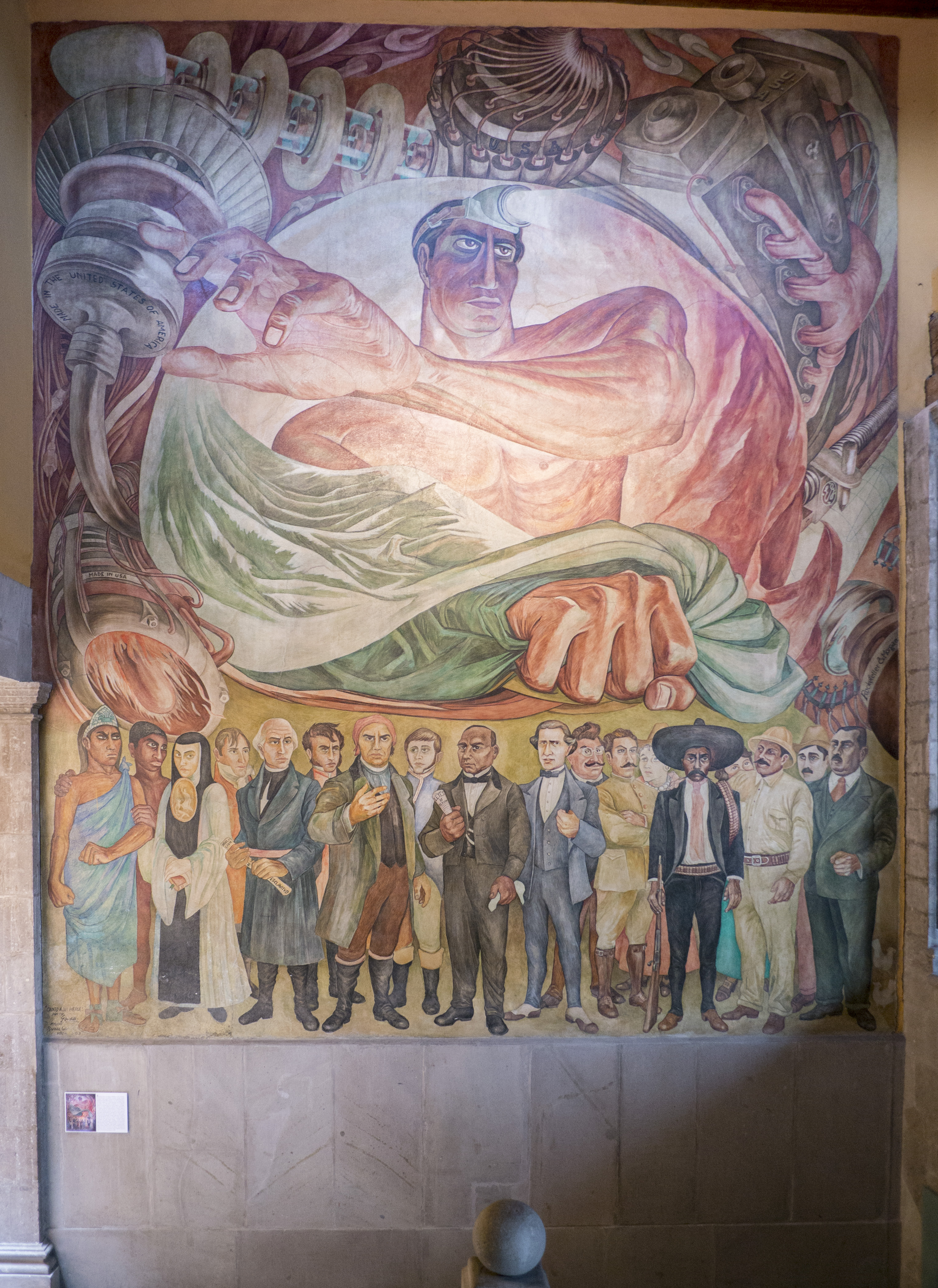
Treppenhaus mit einem Wandgemälde "Canto a lo Heroico" von Jose Gordillo

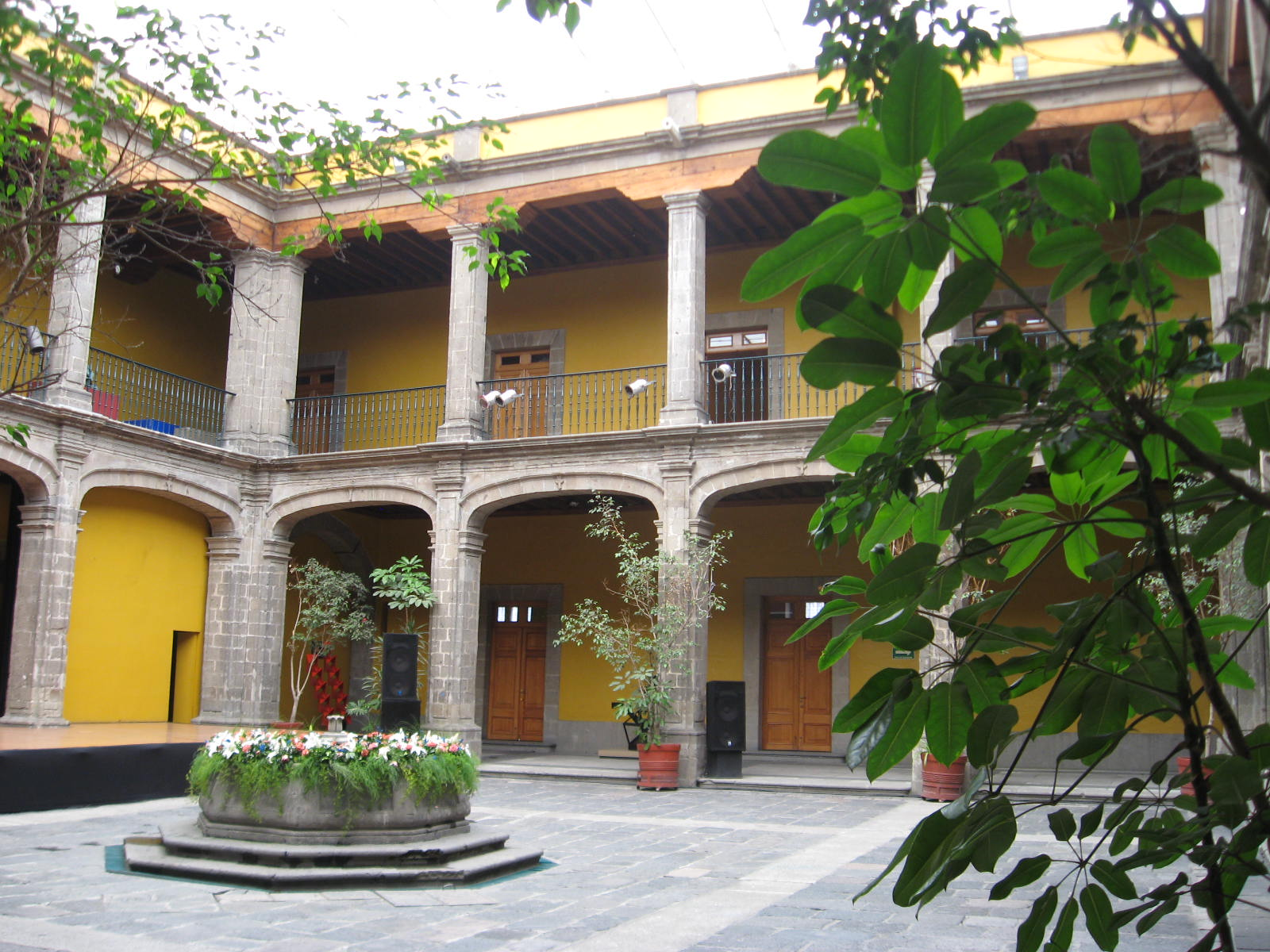
Lichthof des Museums

Museo de la Secretaría de Hacienda y Crédito Público („Museum des Finanzministeriums“) ist ein Museum für Kunst und insbesondere Malerei im Zentrum der mexikanischen Hauptstadt Mexiko-Stadt. 
In dem 1957 gegründeten Museum werden vor allem Werke von mexikanischen Künstlern aus der zweiten Hälfte des 20. Jahrhunderts ausgestellt. Daneben finden sich aber auch Objekte aus früheren Epochen. Das Gebäude wurde um 1530 als Residenz für den ersten Erzbischof von Mexiko-Stadt, auf den Resten der Pyramide des aztekischen Kriegsgottes Tezcatlipoca erbaut. Erbauer war der erste Bischof von Mexiko Juan de Zumárraga. Bis 1867 diente es den mexikanischen Erzbischöfen in dieser Funktion. Im Rahmen der von der Regierung von Benito Juárez durchgeführten Säkularisation wurde das Gebäude beschlagnahmt und danach vom mexikanischen Finanzministeriums genutzt. In der zweiten Hälfte des 20. Jahrhunderts wurde das Gebäude unter Denkmalschutz gestellt und zu einem Museum umgestaltet. Große Teile der Sammlung beruhen auf einer Besonderheit der mexikanischen Steuergesetzgebung, die es mexikanischen Künstlern ermöglicht, ihre Steuern in Form von Naturalien, also selbst gefertigten Kunstwerken, abzuführen. Die Sammlung umfasst einen repräsentativen Querschnitt der Werke von den bedeutendsten zeitgenössischen mexikanischen Künstler und Künstlern mit Bezug zum Land. Unter anderem folgende Künstlern:
- Leonora Carrington
- Francisco Toledo
- Vicente Rojo
- Juan Soriano
- Alberto Gironella
- Raúl Anguiano
- José Luis Cuevas
- Manuel Felguérez
- Rafael Coronel
- Federico Silva
- Gilberto Aceves Navarro
- Feliciano Béjar
- Pedro Friedeberg
- Marta Palau
- Susana Sierra
- Luis Nishizawa